# Pieve di Cento
Pieve di Cento é uma comuna italiana da região da Emília-Romanha, província de Bolonha, com cerca de 6.653 habitantes. Estende-se por uma área de 15 km², tendo uma densidade populacional de 444 hab/km². Faz fronteira com Castello d'Argile, Cento (FE), Galliera, San Pietro in Casale, Sant'Agostino (FE).

## Demografia
| Variação demográfica do município entre 1861 e 2011                               |
|                                                                                   |
| Fonte: Istituto Nazionale di Statistica (ISTAT) - Elaboração gráfica da Wikipedia |